# Rúa Siqueira Campos
La rúa Siqueira Campos es una calle del barrio de Copacabana, en la ciudad de Río de Janeiro, Brasil. Originalmente se llamó rúa Barroso, en homenaje de José Martins Barroso. Su nombre cambió al actual en 1931 en homenaje a Antônio de Siqueira Campos, un militar y político brasileño que participó de la Revuelta de los 18 del Fuerte de Copacabana en 1922, siendo uno de los rebeldes que consiguieron sobrevivir.
La calle comienza en la plaza Vereador Rocha Leão cerca del Túnel Alaor Prata y termina en la Avenida Atlántica, con una extensión de un kilómetro, aproximadamente. Fue una de las primeras calles del barrio de Copacabana en tener tranvía, actualmente posee una estación del metro denominada Siqueira Campos.